# Emblingiaceae
Emblingiaceae is een botanische naam, voor een familie van tweezaadlobbige planten. Een familie onder deze naam wordt pas de laatste tijd erkend door systemen van plantentaxonomie, waaronder het APG-systeem (1998) en het APG II-systeem (2003).
Het gaat om een heel kleine familie van slechts één soort,  Emblingia calceoliflora.